# Đường phố

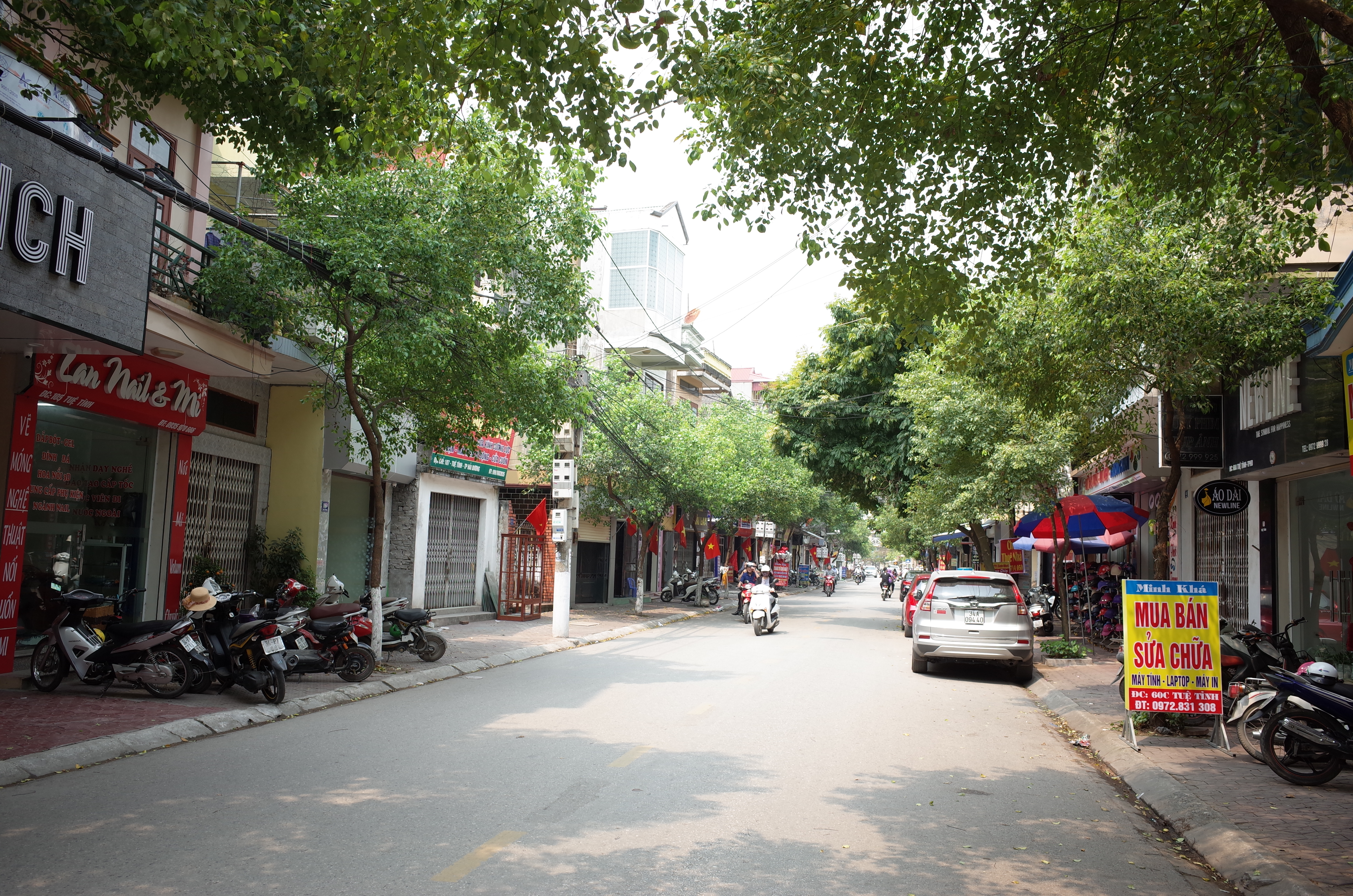
Đường phố ở thành phố Hải Dương, tỉnh Hải Dương

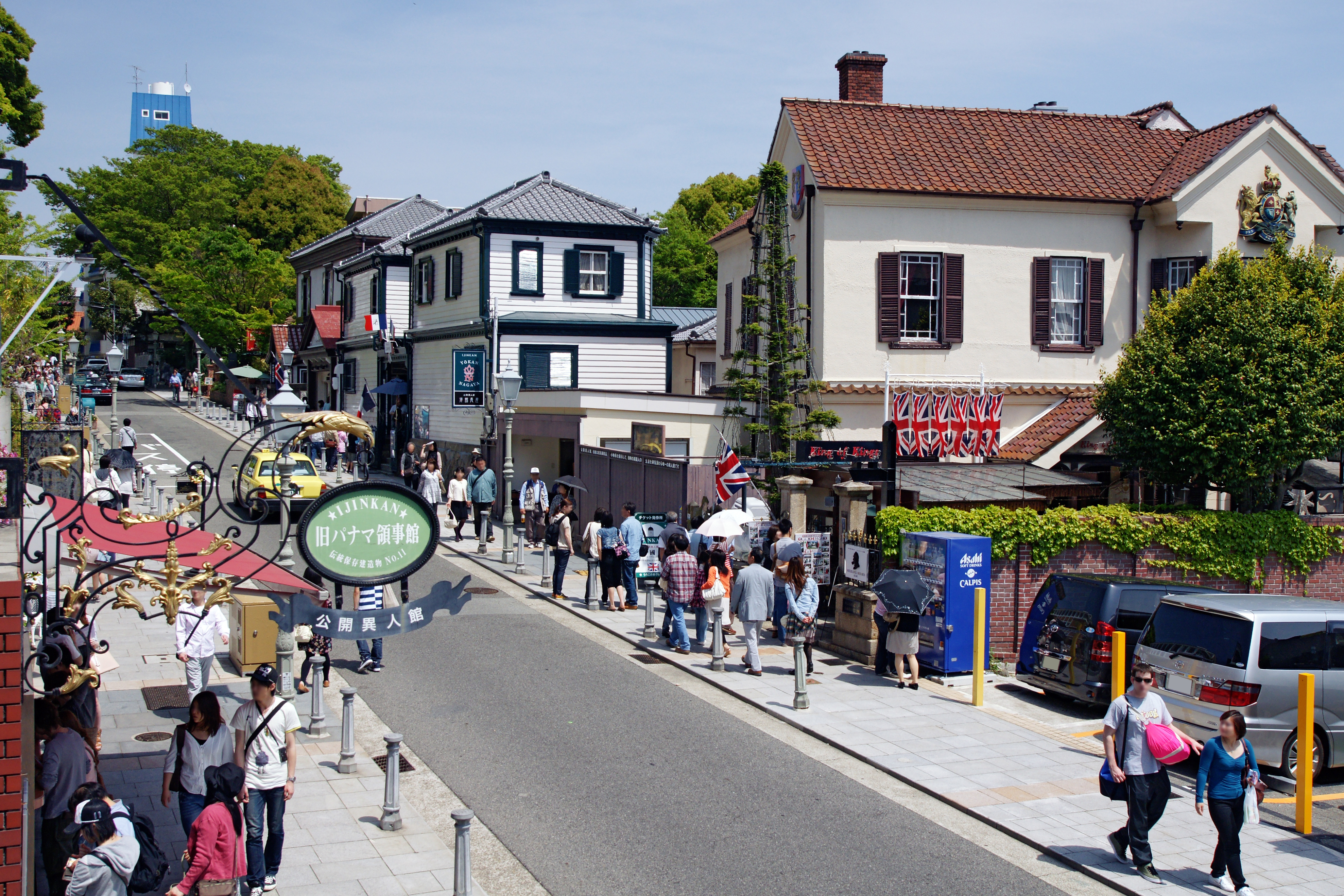
Đường phố Kitano ở Kobe Nhật Bản

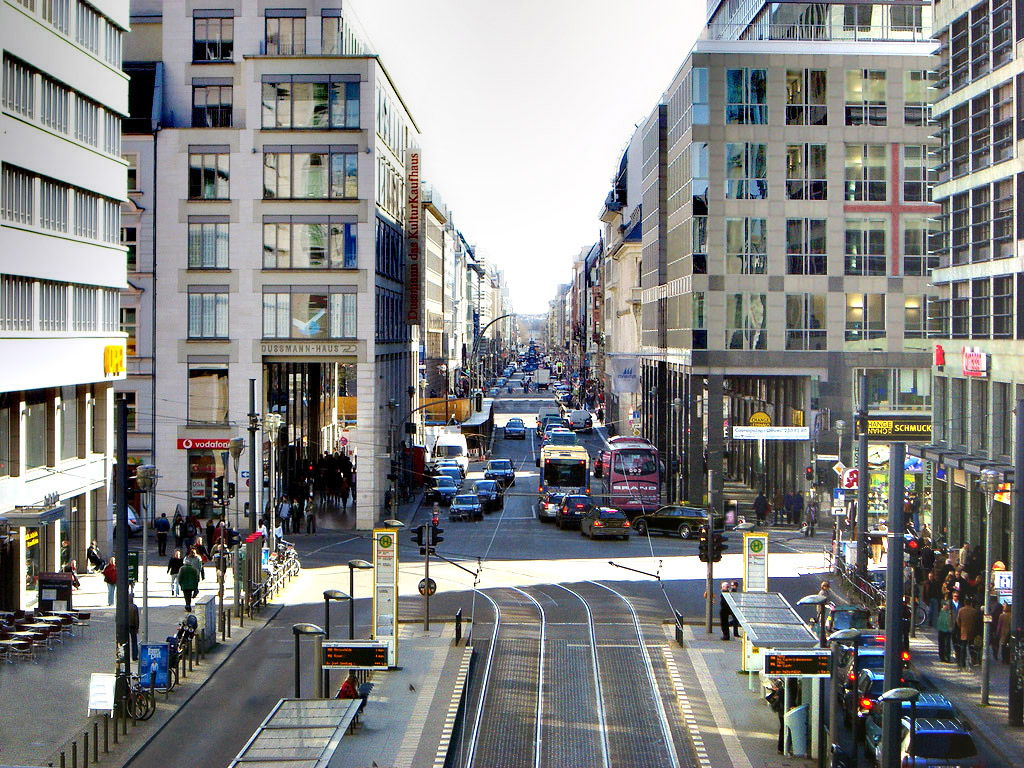
Đường Friedrichstraße ở phố Berlin, Đức

Đường phố là một công trình xây dựng công cộng với đặc trưng là đường sá làm trung tâm gắn môi trường xây dựng ở hai bên vỉa hè của đường (nhà cửa, công trình, quảng trường, nhà hát lớn, công viên, chợ, siêu thị, cửa hàng, tụ điểm văn hóa khác…) hay nói một cách đơn giản, đường phố chính là những con đường đi qua hoặc xây dựng trên một hay những con phố nhất định. Về cấu trúc vật chất và hạ tầng, đường phố chính là một thửa đất dài và liền kề các tòa nhà trong một không gian đô thị, trong đó cư dân có thể tự do đi lại, dạo chơi, mua sắm, đi bộ….. Một đường phố có thể có bề mặt đơn giản như là một đường đất đỏ với nhiều bụi bẩn hoặc có thể là một kết cấu vật chất bền vững hơn, cứng hơn như bê tông, đá, sỏi, gạch tùy theo điều kiện kinh tế và sự đầu tư nhằm phù hợp nhất với sự lưu thông và giao thông.

## Thuật ngữ
Từ đường phố từ nguyên có nghĩa đơn giản chỉ một con phố trong một ngôi làng (tiếng Latin: "phố trong làng"). Từ "đường phố" vẫn còn đôi khi được sử dụng một cách bình dân thì nó đồng nghĩa "đường sá". Từ đường phố có nguồn gốc từ tiếng Latin có nghĩa là "con đường trải nhựa" và được phân loại dựa trên địa tầng và phân tầng các loại đất. Trong tiếng Hy Lạp cổ đại từ "Stratos" có nghĩa là quân đội (thuộc về quân đội) vì người Hy Lạp ban đầu con đường xây dựng để di chuyển quân đội là chính. Trong tiếng Anh nguyên nghĩa của đường phố là chỉ về những "những ngôi làng liền kề không có trật tự".

## Đặc điểm

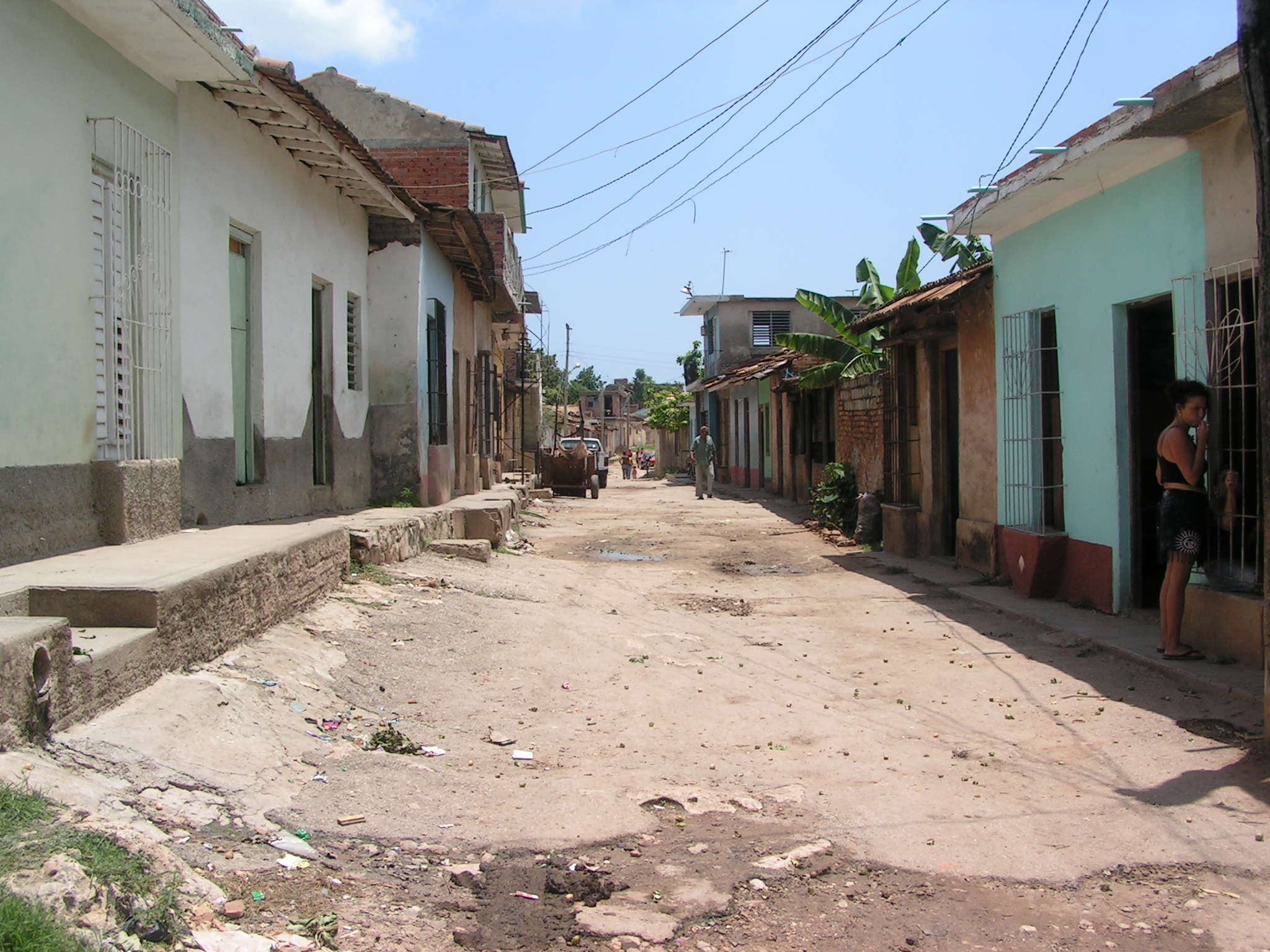
Một con phố trong làng ở Cuba

Đường phố bao gồm vị trí dành cho người đi bộ, những lòng đường, lề đường, làn đường, vĩa hè, các ngả ba, ngã tư, ngã sáu, các bùng binh (vòng xoay, vòng xuyến), ngõ hẻm, đồng thời có các công trình phụ liên quan đến giao thông, vệ sinh đô thị như cầu, cống, hố ga, đèn giao thông…. Thông thường các đường phố trung tâm thành phố nhất là thành phố lớn và hay kẹt xe. Ngược lại, đường cao tốc và các đường ở phố xá ở vùng ngoại ô, vùng ven, ngoại thành thì lưu lượng giao thông ít hơn.
Đường phố là một công trình phụ là một trong số ít những công trình công cộng được chia sẻ giữa tất cả các thành phần xã hội. Thậm chí nó còn là nơi cư ngụ của một số thành phần phức tạp trong xã hội như ăn mày, vô gia cư, lang thang, bụi đời, nghiện hút, bỏ nhà ra đi…., đường phố duy trì một loạt các hoạt động xã hội quan trọng qua đó làm nền tảng cho nền văn minh. Vai trò của đường phố rất quan trọng.
Đường phố có thể được phân loại một cách lỏng lẻo như đường lộ là các ngõ, ngách, hẻm phố, Mến trong làng. Đường lộ thường rộng rãi và tập trung các hoạt động nhộn nhịp, tấp nập của phố xá. Các hoạt động thương mại, văn hóa, giải trí, các sự kiện có thể diễn ra trên đường phố. Con hẻm phố và ngỏ yên tĩnh hơn, thường ở trong sử dụng sử dụng làm bãi đậu xe, đi bộ, hay dành cho bóng đá đường phố. Hoạt đồng quan trọng nhất của đường phố và cũng là minh chứng cho một thành phố có hồn, có sức sống hay năng động chính là yếu tố lưu thông trên đường phố, hoạt động giao thông vận tải, thương mại, văn hóa, giải trí…..